# Kolding
Kolding és una ciutat danesa de la costa est de península de Jutlàndia, és setena ciutat del país per població i la capital del municipi de Kolding que forma part de la regió de Syddanmark, ambdós creats l'1 de gener del 2007 com a part d'una reforma territorial. També forma part de la Regió metropolitana de l'est de Jutlàndia. La ciutat es troba al fons del fiord de Kolding, que uneix la ciutat amb l'estret del Petit Belt.
A Kolding hi ha una antic castell reial, el Koldinghus, que va ser bastit al segle xiii pel rei Eric V i que avui està ocupat pel museu municipal de la ciutat. Un altre edifici destacable és l'església de Sant Nicolau (Sankt Nicolai kirke).

## Història
Els primers vestigis arqueològics de la ciutat daten del regant de Valdemar el Gran, a la segona meitat del segle xii. Tanmateix la ciutat no apareix citada per primer cop a l'edat mitjana fins al regant de Valdemar II, el 1231 al Llibre dels censos de Dinamarca (Liber Census Daniæ o Kong Valdemars Jordebog). Els primers privilegis ben documentats van ser concedits pel rei Cristòfor II el 28 de gener del 1321.